# Tropidodynerus interruptus
Tropidodynerus interruptus är en stekelart som först beskrevs av Gaspard Auguste Brullé 1832.  Tropidodynerus interruptus ingår i släktet Tropidodynerus och familjen Eumenidae.

## Underarter
Arten delas in i följande underarter:
- T. i. hispanicus
- T. i. tricolor